# Kiyosumi-Park

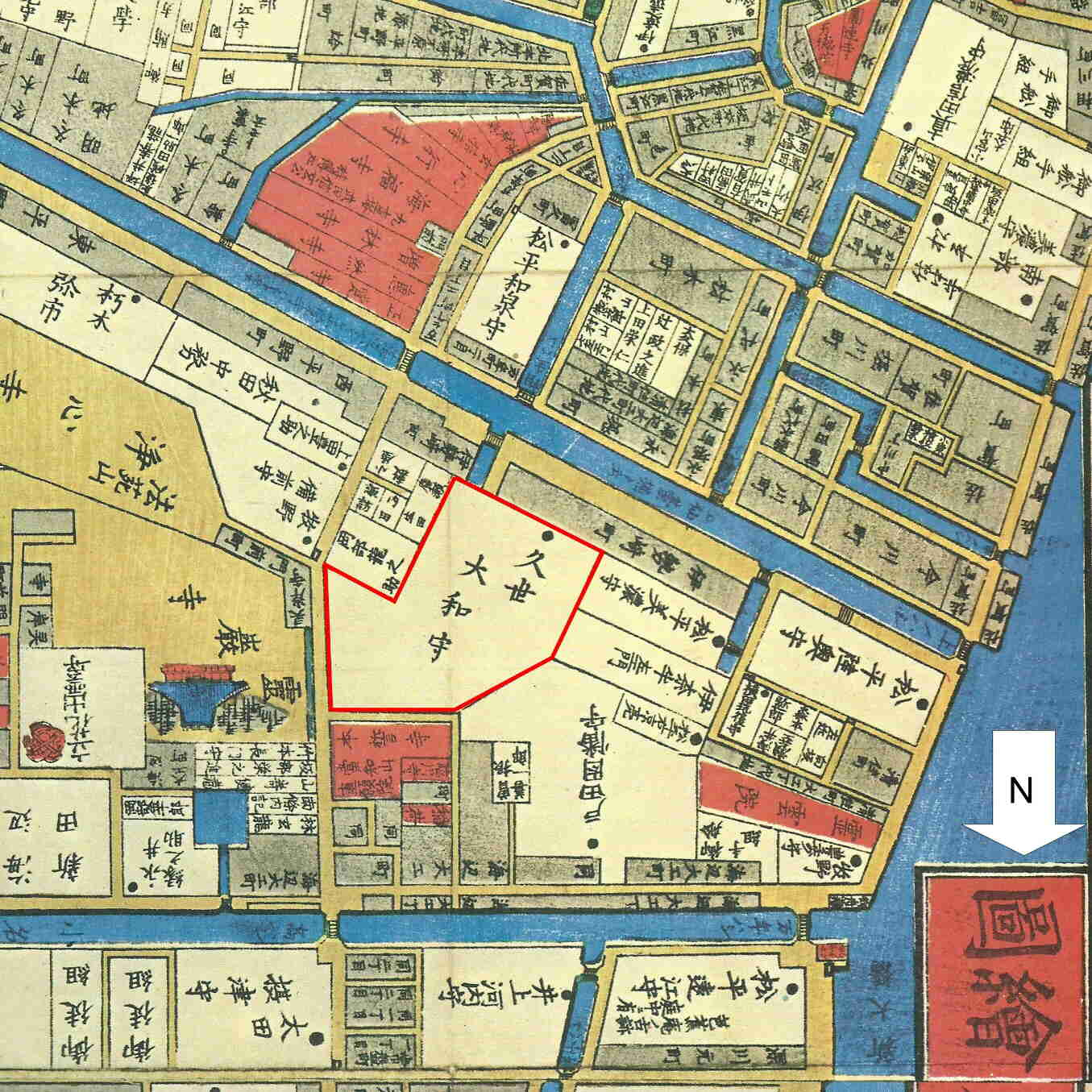
Das Kuze-Grundstück.
Rechts der Sumida-Fluss.
(aus Stadtteilkarte (kiriezu) Honjo-Fukagawa, 1858)

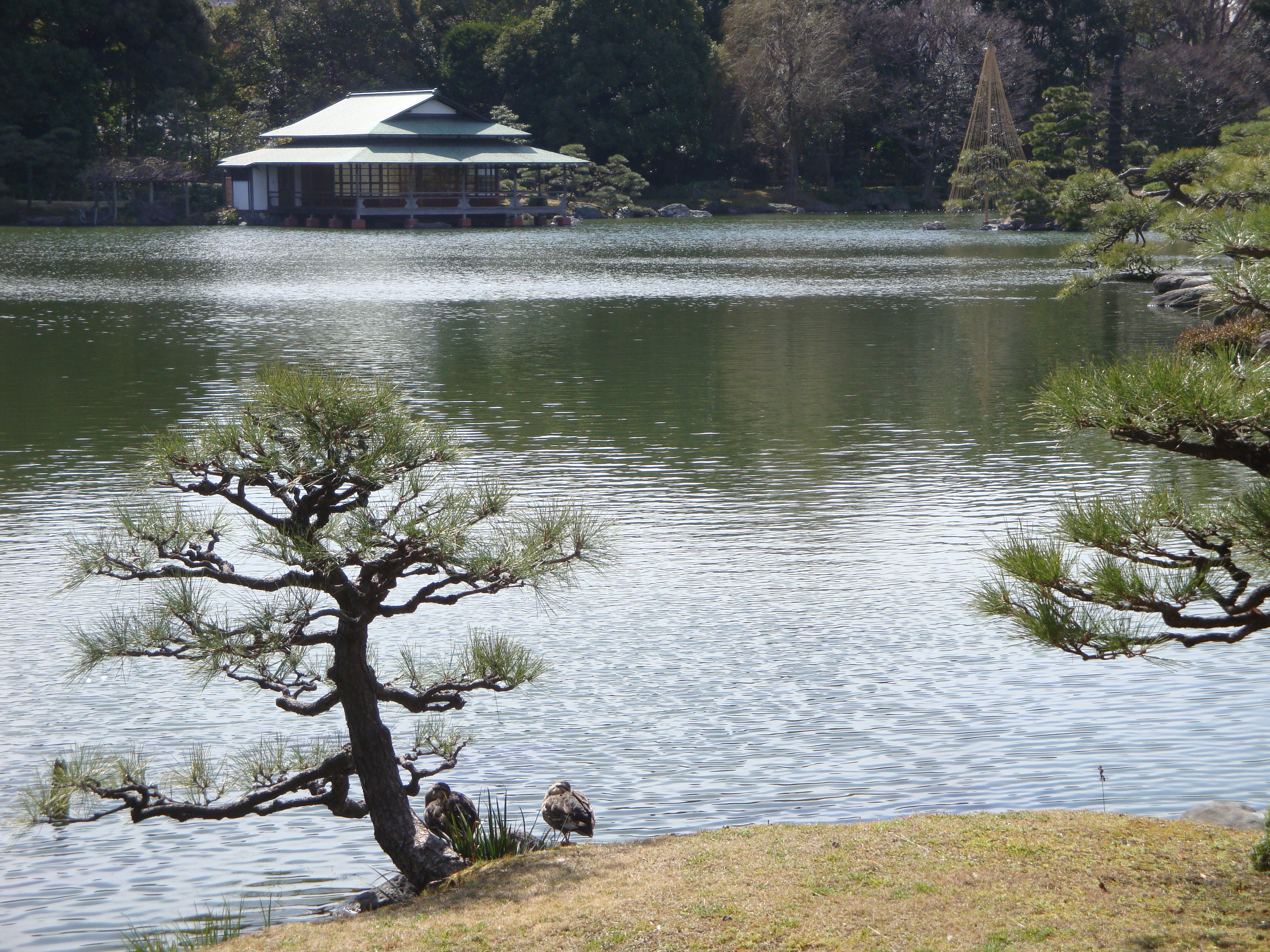
Blick auf den Ryōtei-Pavillon

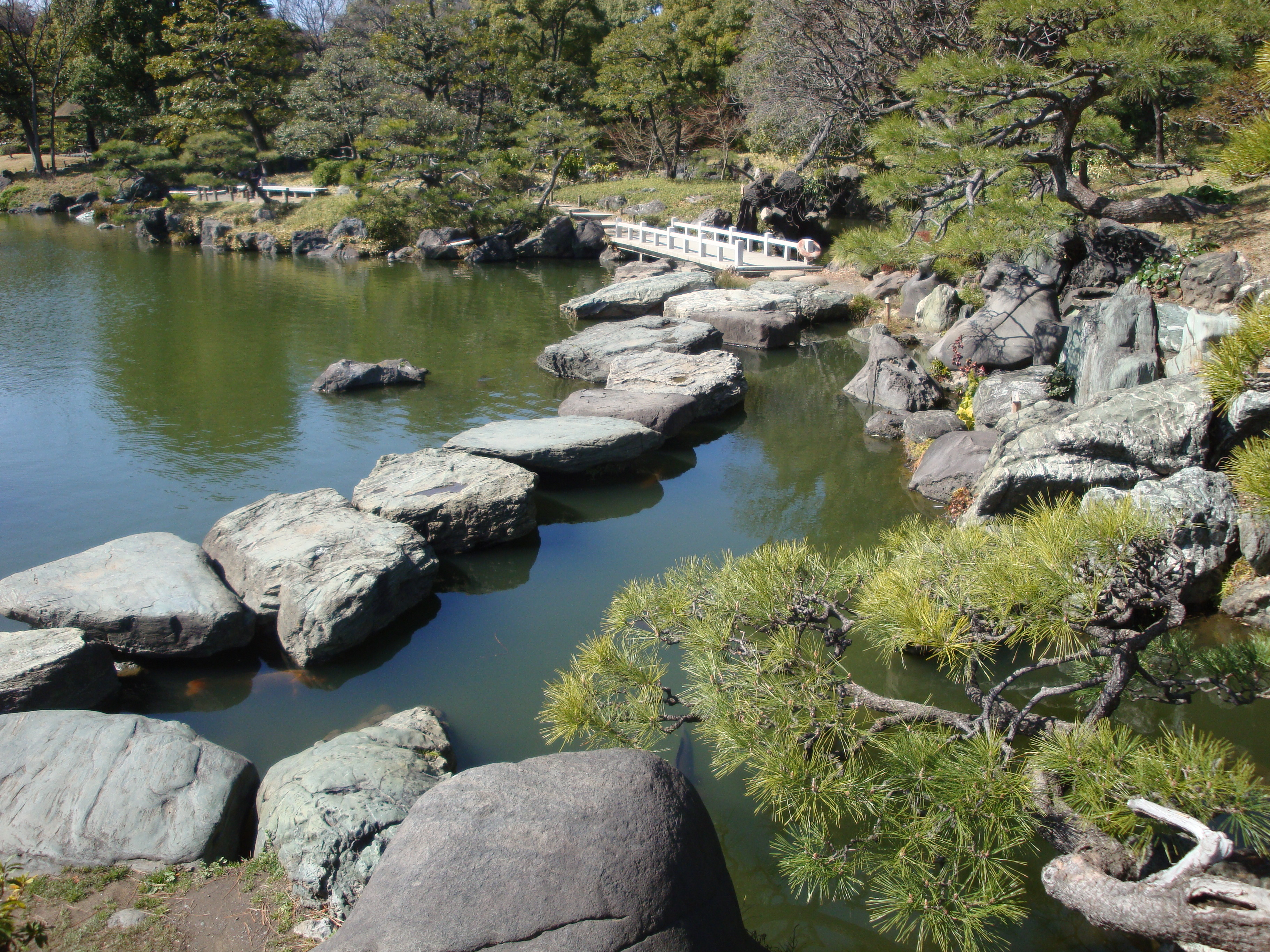
Iso-watari

Der Kiyosumi-Park (japanisch 清澄庭園, Kiyosumi-teien) ist ein öffentlicher Park im Bezirk Kōtō, dessen östliche Hälfte in der Meiji-Zeit seine heutige Form erhielt.

## Geschichte
Nach einer Überlieferung wurde das Grundstück in der Genroku-Zeit (1688–1703) von dem bekannten Großkaufmann Kinokuniya Bunzaemon genutzt, der mit Holzhandel reich geworden war, sein Vermögen aber dann verspielt hat. Sicher ist, dass der Daimyō von Sekiyado in der Provinz Shimousa, Kuze Teruyuki (久世 暉之; 1699–1749), im Jahr 1721 das Grundstück als Nebenresidenz anlegte. Aus der Zeit stammt die heutige Anlage in ihrer Grundform.
Der Gründer von Mitsubishi, Iwasaki Yatarō, der in der Gegend schon Grundstücke erworben hatte, erwarb 1878 auch dieses, um für seine Mitarbeiter einen Erholungsort zu schaffen. Er befasste sich persönlich mit der Gestaltung der Gartenanlagen und der Gebäude und wollte die Anlage 1885 unter dem Namen „Fukagawa shinboku-en“ eröffnen. Iwasaki starb aber im Februar des Jahres, so dass sein Bruder Yanosuke (1850–1908) als Nachfolger sich um das Anwesen kümmerte. Er ließ ein aufwendiges Gebäude im japanischen Stil errichten und beauftragte den in Japan arbeitenden Architekten Josiah Conder (1852–1920) mit einem ebenso aufwendigen Gebäude im westlichen Stil. Mit dem Garten wurde Isoya Sōyō (1836–1894) aus Kyoto, verehrend Mushanokōji Sōshō genannt, betraut. 1891 wurde die Anlage schließlich fertig.
Ursprünglich war der Teich des Parks mit dem Sumida-Fluss verbunden, wodurch sich die Gezeiten auswirken konnten. Der Teich umschließt die Inseln Matsushima, Tsurushima und Nakanoshima, wobei letztere über eine Brücke erreichbar ist. Schrittsteine, hier entlang des Ufers angelegt und daher Iso-watari genannt, laden zum Begehen ein. Auch eine Fujimi-Anhöhe gibt es, auf der im Frühsommer die Azaleen blühen. Den am Teich gelegenen Pavillon Ryōtei ließen die Iwasaki 1909 zum Empfang von General Kitchener errichten. So entstand eine moderne Variante der klassischen Wandelgärten der Edo-Zeit. Der Ryōtei überstand sogar das Kantō-Erdbeben und den Zweiten Weltkrieg. Er musste lediglich 1985 restauriert werden.
Eine Besonderheit ist die große Sammlung von besonders geformten Steinen, die die Iwasaki mit ihren Schiffen aus allen Teilen Japans herbeischaffen ließen. Es werden 55 Steine ausgewiesen: Ufersteine aus den Provinzen Izu (einschließlich der kleinen Insel Shikinejima) und Sagami, die gesuchten „Grüne Steine“ (ao-ishi) vor allem aus der Provinz Iyo, aber auch von Kii, Chichibu. Vom Ikoma-Berg wurden die hellen Ikoma-Steine geholt, von der Insel Sado stammt ein roter Akadama-ishi, aus Kyoto ein schwarzer Kamo-ishi u. a. Ein Stein, der auf anderem Wege in den Garten kam, trägt den bekannten Haiku von Matsuo Bashō vom Frosch, der mit einem Sprung in den alten Teich die Stille unterbricht.
Die Iwasaki-Familie trennte später an der Südost-Seite 10.000 m² ab und öffnete diesen Teil, Kiyosumi yūen genannt, für die Anwohner. Im Kantō-Erdbeben von 1923 wurde fast die ganze Anlage zerstört, und auch vom Baumbestand blieb nur die Hälfte übrig. Während des durch das Erdbeben verursachten Brandes sollen sich zeitweilig über 10.000 Menschen in diesen Park gerettet haben. Nach dem Erdbeben schenkte das dritte Oberhaupt des Hauses, Iwasaki Koyata (1879–1945) auch die wertvolle östliche Hälfte Besitzes mit fast 50.000 m² der Stadt.
Der Garten erhielt nach der Bestattung des Taishō Tennō 1926 ein hölzernes Gebäude, das im Rahmen der Feierlichkeiten im Shinjuku-Park errichtet worden war, und nutzt es unter dem Namen Taishō kinenkan. Das ursprüngliche Gebäude ging im Zweiten Weltkrieg verloren, aber nach der Bestattung der Witwe Teimei 1951 wurde Material zum Wiederaufbau zur Verfügung gestellt.

## Kenndaten
- Träger: Präfektur Tokio.
- Eröffnung: 7. Juli 1931.
- Fläche: 80.889,95 m², davon 18.103 m² Rasen.
  - Der hier beschriebene Teil des Parks ist 46.238 m² groß. Er kann gegen Eintritt besichtigt werden.
- Baumbestand: 4224 Bäume, 13.414 Buschartige (1995).
- Vorherrschende Gewächse: Schwarzkiefer, Kirschen, Azaleen, Hortensien, Schwertlilien.
- Anlagen: Ryōtei, Taishō kinenkan können für Feiern gemietet werden.
- Zugang: Haltestelle Kiyosumi-shirakawa der Tokyo Metro Hanzōmon-Linie und Ōedo-Linie.